# Оберенгштрінген
Оберенгштрінген (нім. Oberengstringen) — громада  в Швейцарії в кантоні Цюрих, округ Дітікон.

## Географія
Громада розташована на відстані близько 95 км на північний схід від Берна, 8 км на північний захід від Цюриха.
Оберенгштрінген має площу 2,2 км², з яких на 50,7% дозволяється будівництво (житлове та будівництво доріг), 20,2% використовуються в сільськогосподарських цілях, 24,9% зайнято лісами, 4,2% не є продуктивними (річки, льодовики або гори).

## Демографія
2019 року в громаді мешкало 6738 осіб (+5,5% порівняно з 2010 роком), іноземців було 34%. Густота населення становила 3134 осіб/км².
За віковим діапазоном населення розподілялося таким чином: 17,8% — особи молодші 20 років, 62,1% — особи у віці 20—64 років, 20,1% — особи у віці 65 років та старші. Було 3130 помешкань (у середньому 2,1 особи в помешканні).
Із загальної кількості 1170 працюючих 4 було зайнятих в первинному секторі, 259 — в обробній промисловості, 907 — в галузі послуг.